# Villa Ludovisi
Villa Ludovisi era una delle maggiori ville di Roma, edificata nel Seicento nella zona del Pincio, e circondata da un vasto parco, nell'area degli Horti Sallustiani, giardini di pertinenza degli imperatori romani.

## Storia e descrizione

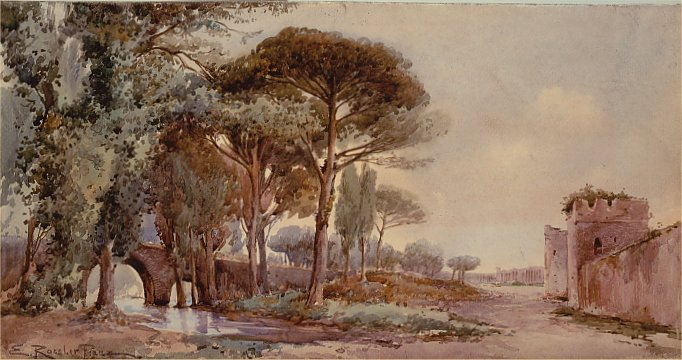
Villa Ludovisi verso il 1880 (Ettore Roesler Franz)

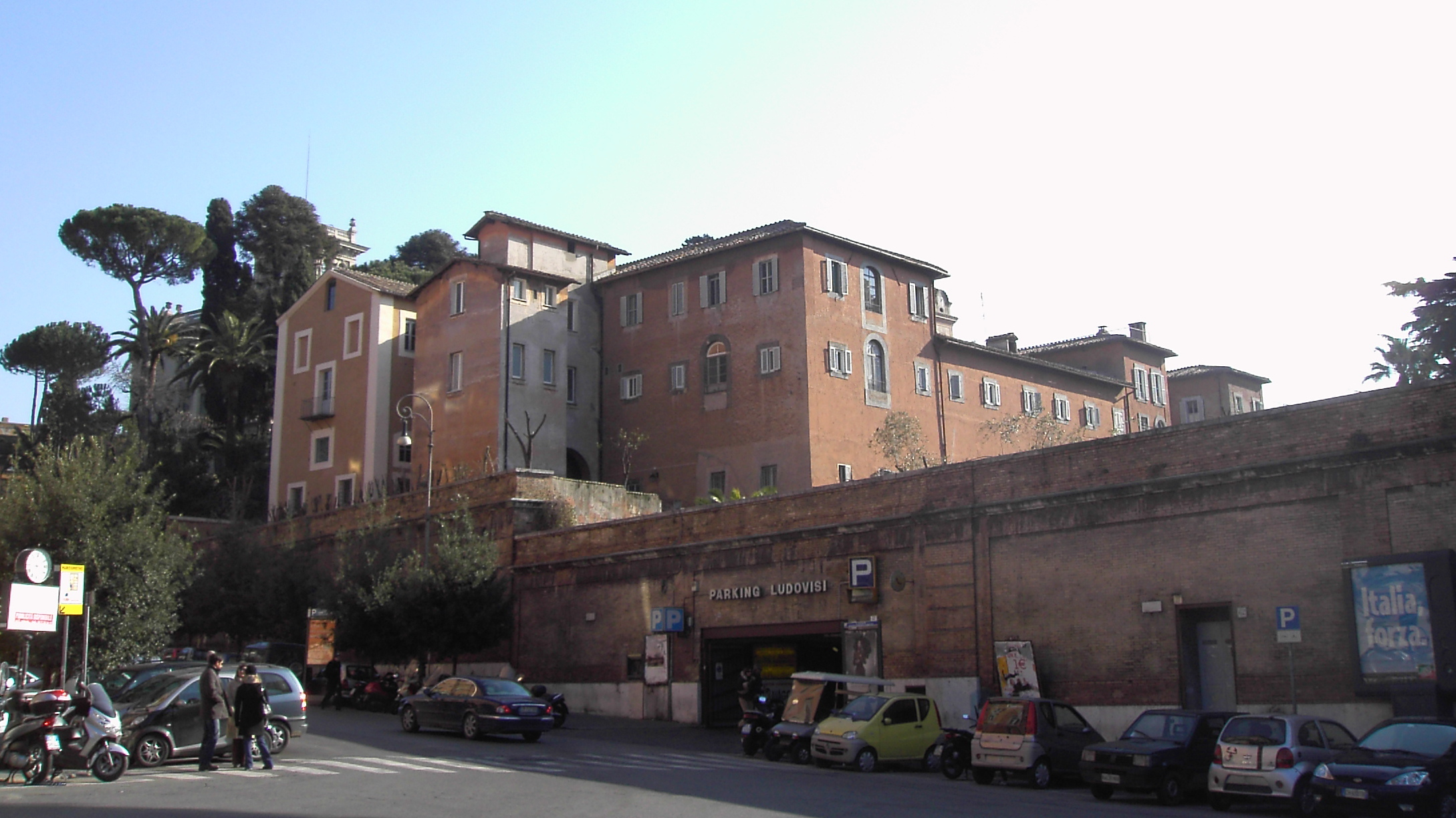
Il convento di sant'Isidoro, al limite orientale di villa Ludovisi

Essa fu voluta dal cardinale Ludovico Ludovisi, nipote di Gregorio XV, che acquistò nel 1622 la Villa Orsini ampliandola con altre proprietà adiacenti. Ne risultò un parco di 30 ettari tra Porta Pinciana, Porta Salaria e il convento di Sant'Isidoro, i cui edifici furono progettati dal Domenichino. I giardini sono, almeno in parte, opera del Domenichino  ma autori posteriori li attribuiscono all'architetto della Reggia di Versailles, André Le Nôtre. 

### La collezione Ludovisi di statuaria romana
Il parco era arredato, oltre che da statue e fontane, da numerosi frammenti romani preesistenti: proveniva da Villa Ludovisi (quando apparteneva ancora agli Orsini) l'obelisco poi spostato davanti alla chiesa della Trinità dei Monti.
Una delle attrattive della villa era la straordinaria collezione raccolta per passione dal cardinale: oltre 450 splendide sculture antiche, di varia provenienza, che furono abbondantemente restaurate. Era l'usanza dell'epoca, e qui intervennero alcuni dei maggiori artisti allora operanti a Roma: Alessandro Algardi, forse il Bernini e altri; ma in conseguenza di quei restauri, esistono ora problemi di ricostruzione e di interpretazione non facilmente risolvibili. Le sculture andarono a decorare la splendida villa; un centinaio delle quali, acquistate dallo Stato italiano nel 1910, fu poi collocata nel Piccolo Chiostro della certosa di Santa Maria degli Angeli, il grande monumento che Michelangelo ricavò nell'ambito del sito delle Terme di Diocleziano. La Collezione si trova ora nel quattrocentesco palazzo Altemps, la ricca dimora con notevoli arredi e fantastiche pitture del cardinale austriaco Marco Sittico Altemps, inaugurata nel 1480, a due passi da piazza Navona.

### Lottizzazione e demolizione

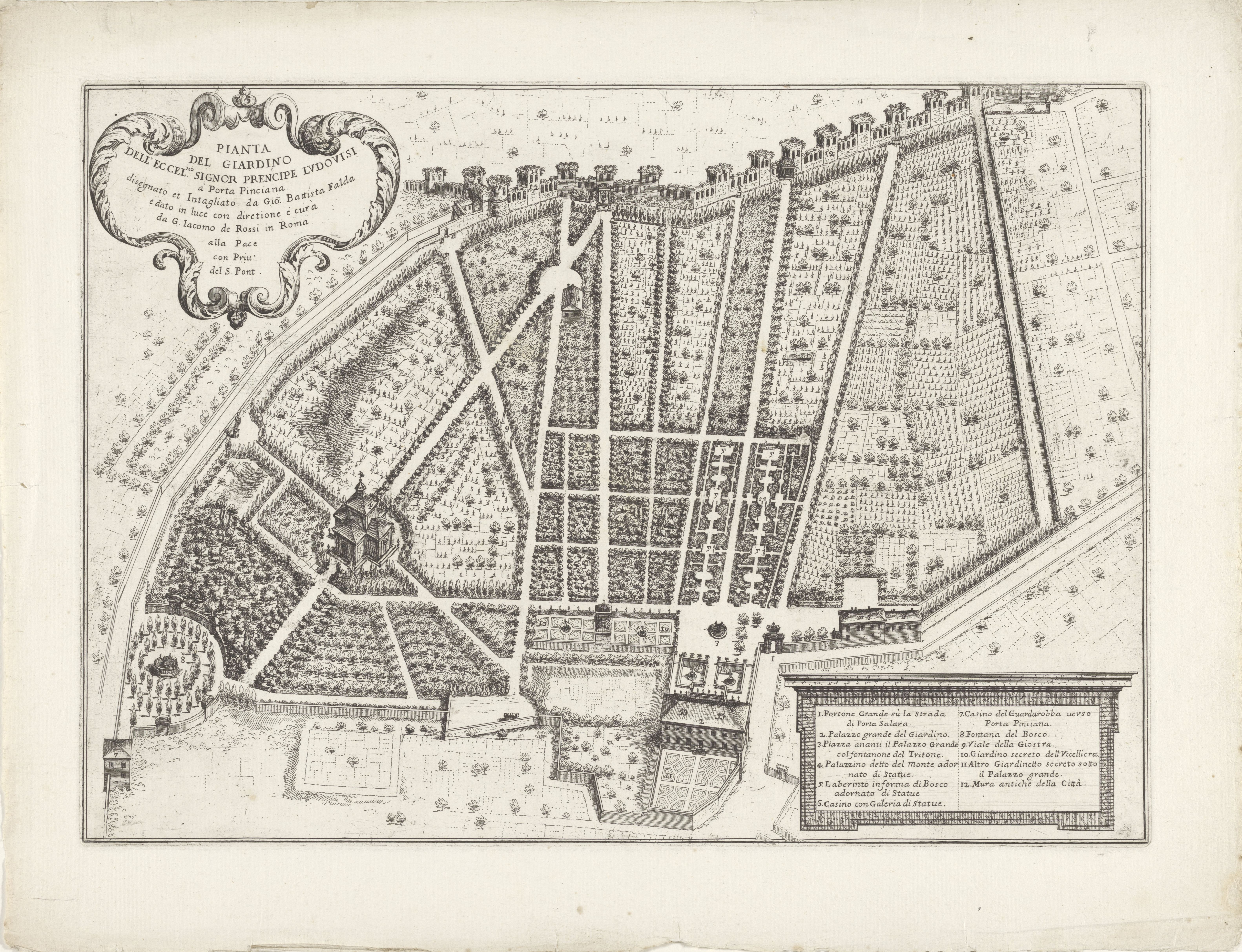
Giovanni Battista Falda, 1683, Pianta della Villa Ludovisi

Dopo la morte del cardinale la villa ebbe alterne vicende di cura e disamore da parte dei proprietari, finché, nella febbre edilizia che assalì Roma, nel 1871 divenuta capitale del Regno d'Italia, ancora dei principi eredi Boncompagni Ludovisi procedettero nel 1883 alla lottizzazione dell'intera proprietà, posta fra il Tritone e Villa Borghese. Lo scrittore Henry James nel suo libro Portrait of Places, del 1883, la descrisse nel seguente modo:

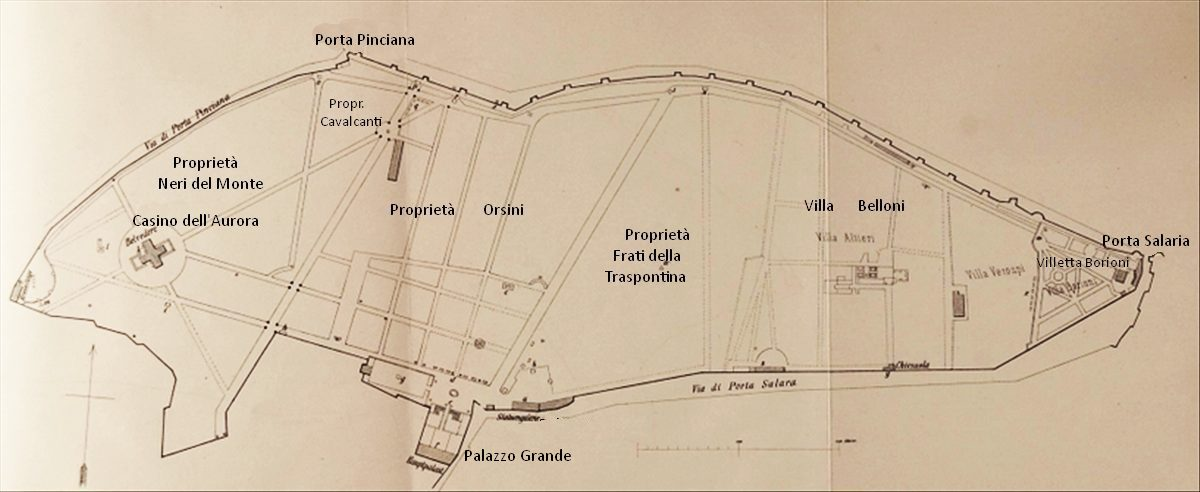
Piantina della villa. Al suo posto sorse il rione Ludovisi, dai confini quasi identici

Ma nel 1886, sotto gli auspici del sindaco di Roma, duca Leopoldo Torlonia, i Ludovisi firmano una convenzione con la Società generale immobiliare (che anche in seguito svolse una parte rilevante nella speculazione edilizia della capitale),  per la lottizzazione della villa. È il «via» per la costruzione di via Veneto e del quartiere che le gravita intorno. Non fu purtroppo un caso isolato nella febbre edilizia di quegli anni, ma è certamente fra i più gravi. Herman Grimm, storico dell'arte, ne La distruzione di Roma scrisse:
Non furono risparmiati né i giardini né (parzialmente) i casini e il palazzo. Sul terreno dov'era il parco sorse l'attuale rione Ludovisi. Degli edifici storici della villa - decantata ai suoi tempi da Goethe e Stendhal e di fronte alla cui distruzione levarono grandi proteste D'Annunzio e Rodolfo Lanciani - si salvarono solo il casino detto "dell'Aurora", nonché la facciata e la scalinata del Palazzo Grande, oggi inglobate in Palazzo Margherita (sede dell'ambasciata statunitense in Italia) e non visitabili né visibili dalla strada. Identica sorte ebbe la confinante villa Massimo Colonna, abbattuta nel 1923 per far posto al palazzo dell'INA.

## Casino dell'Aurora

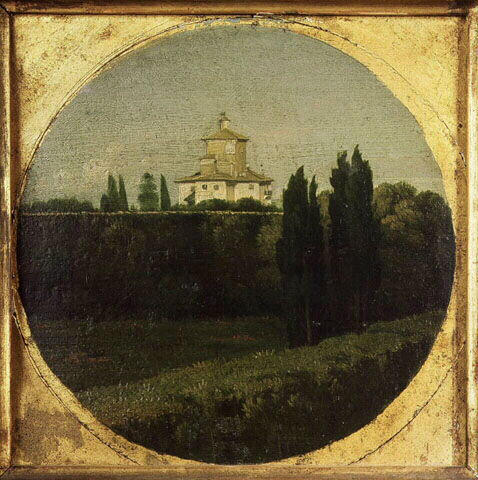
Pittura con Casino dell'Aurora

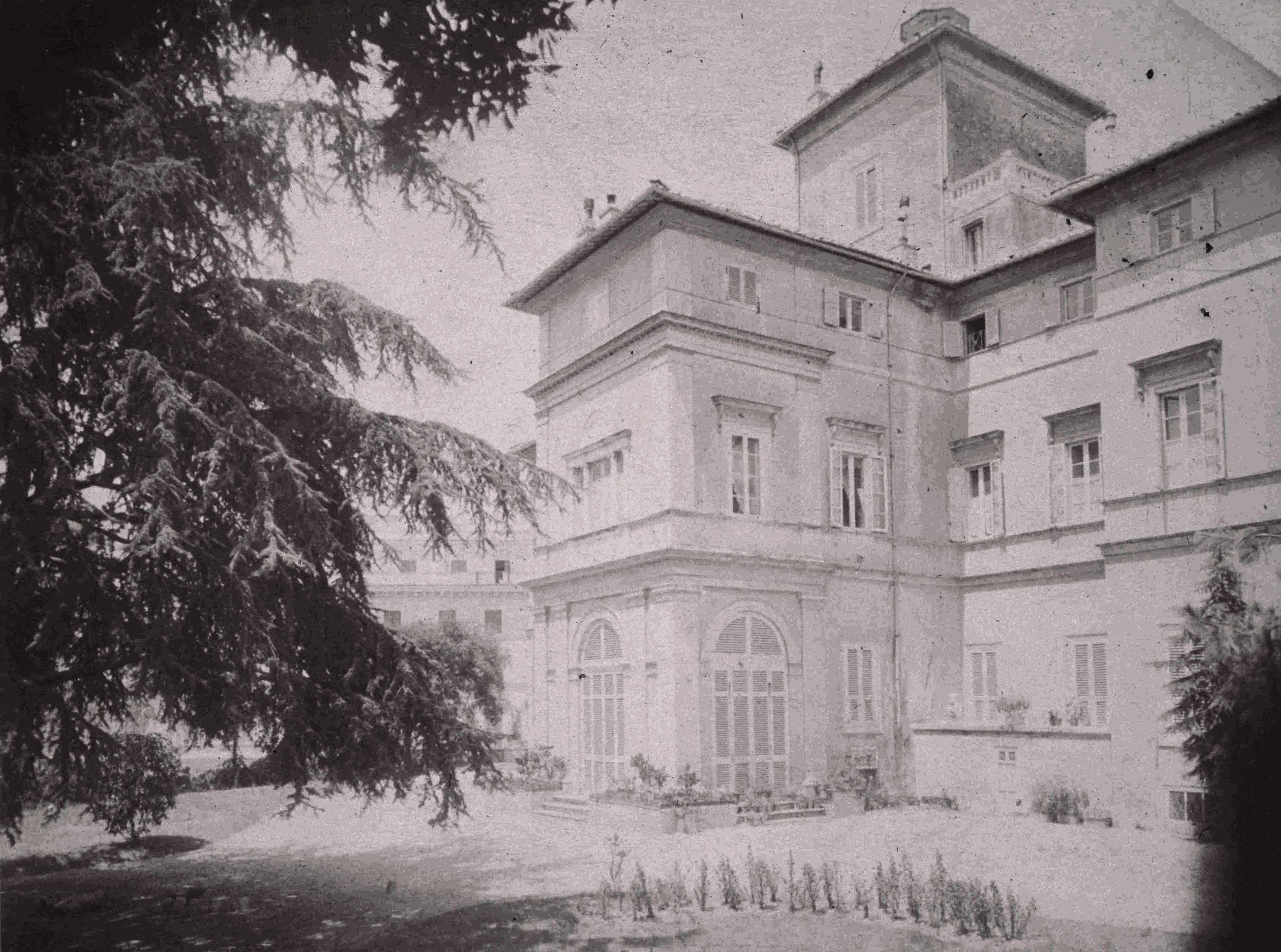
Casino dell'Aurora - veduta

L'edificio rimasto integro dell'antica villa è il casino detto dell'Aurora, dall'omonimo affresco del Guercino che si trova al suo interno. L'edificio fu costruito per il cardinale Francesco Maria Del Monte nel XVI secolo e rimaneggiato da Ludovico Ludovisi tra il 1621 e il 1632.
Le stanze del casino furono affrescate da Caravaggio, Guercino, Domenichino e Paul Bril. L'opera che dà il nome alla costruzione si trova nella volta del salone centrale al pianterreno, ed è una rappresentazione allegorica della dea Aurora che guida il suo carro dorato trainato da due cavalli mentre un cherubino la incorona con una ghirlanda di fiori. Il tema fu probabilmente scelto in quanto i Ludovisi vollero deliberatamente competere con la famiglia Borghese, che sette anni prima aveva commissionato a Guido Reni una decorazione con il medesimo soggetto per la loro residenza al Quirinale (oggi Palazzo Pallavicini Rospigliosi).
Altre opere degne di nota sono Giove, Nettuno e Plutone, l'unico dipinto su muro di Caravaggio, realizzato tra il 1597 e il 1600 per il cardinal Del Monte e con allusioni alla trasmutazione dei metalli, e il trittico realizzato da Guercino e Tassi nella sala principale del piano nobile, raffigurante Fama, Onore e Virtù, intendendole come qualità proprie della famiglia Ludovisi.
A causa di una disputa sorta tra gli eredi del principe Niccolò Boncompagni Ludovisi (1941-2018), in particolare tra i tre figli di primo letto e la terza moglie del principe, sposata nel 2009, Rita Jenrette Boncompagni Ludovisi (nata Rita Carpenter, Stati Uniti d'America, 1949-), ad ottobre 2021 è stato annunciato che il casino sarebbe stato messo all'asta; in tale occasione noti storici dell'arte hanno esortato affinché lo Stato eserciti sull'immobile il diritto di prelazione e allo stesso fine è stata lanciata una petizione sul sito Change.org che ha superato 30,000 firme in pochi giorni.
Tutte le audizioni, tenutesi da gennaio 2022 a gennaio 2023, sono andate deserte. Il 20 aprile 2023 la principessa Rita Boncompagni Ludovisi, che aveva continuato a dimorare nel casino, ne è stata sfrattata per decisione giudiziaria. Nel luglio successivo gli eredi del principe hanno raggiunto un accordo che prevede la vendita privata dell'edificio.

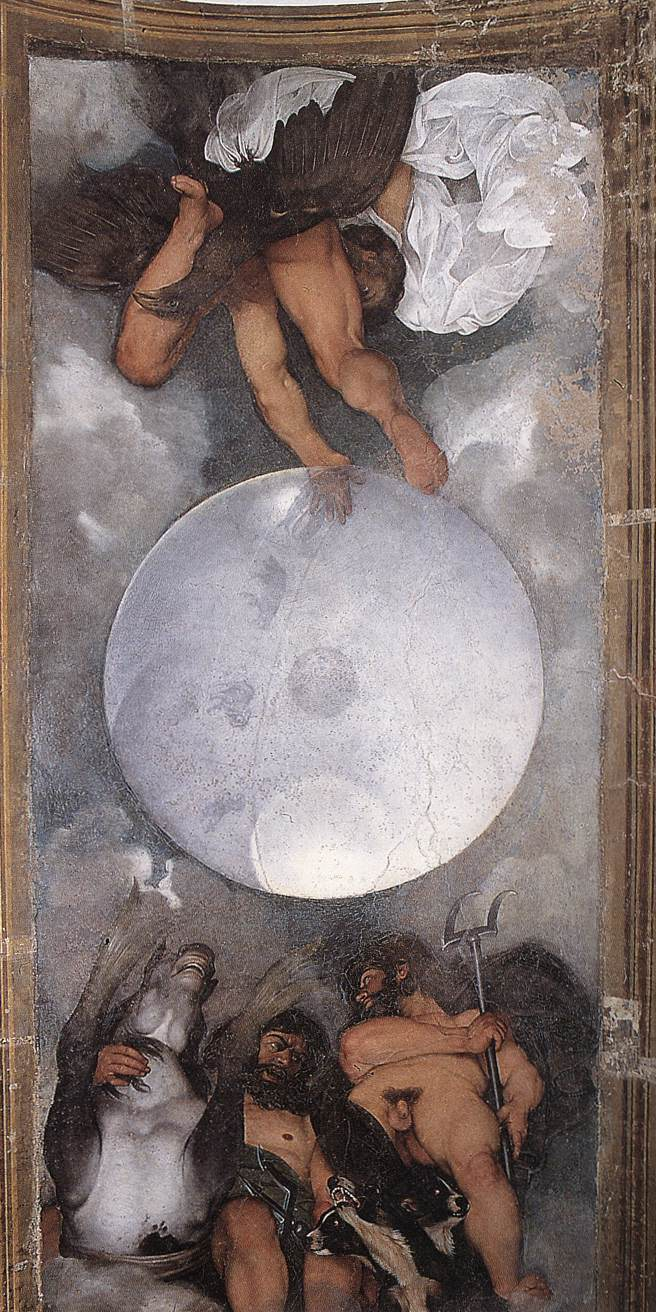
Giove, Nettuno e Plutone di Caravaggio
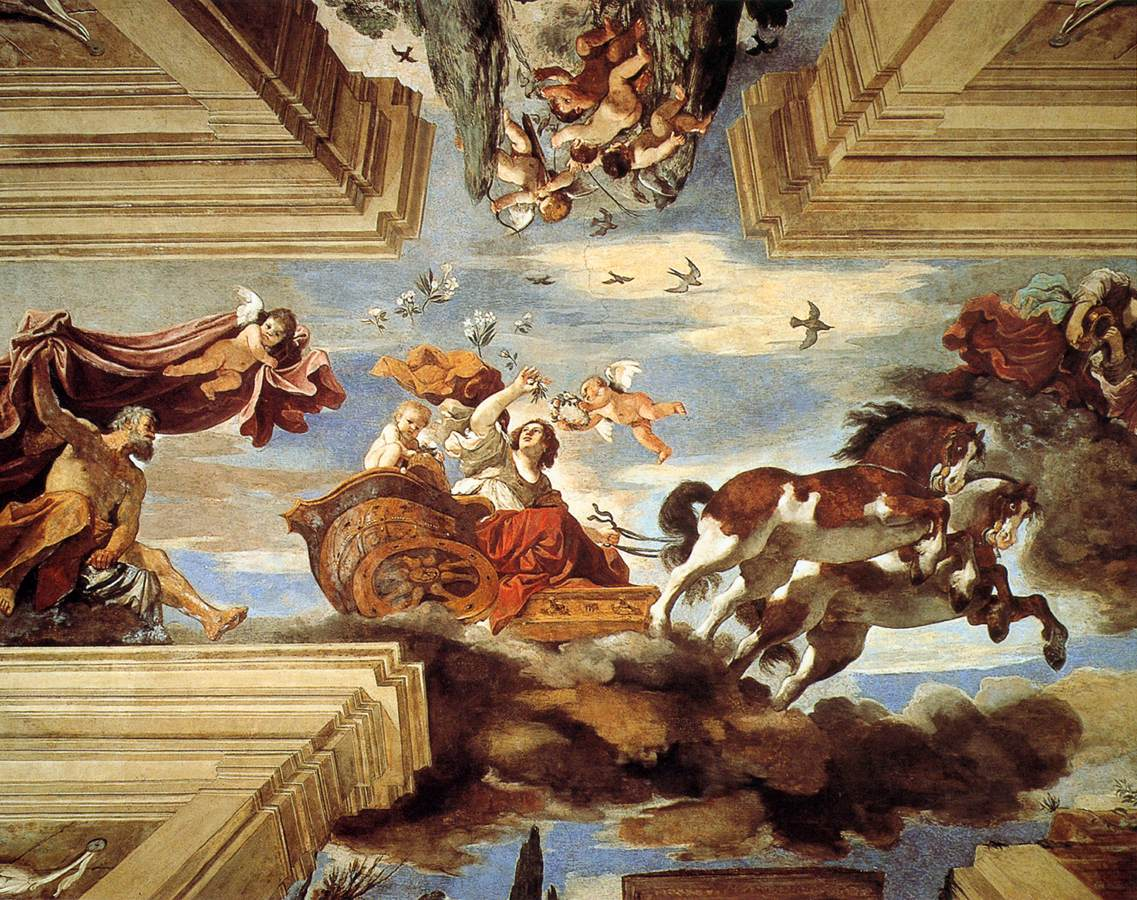
L'Aurora del Guercino
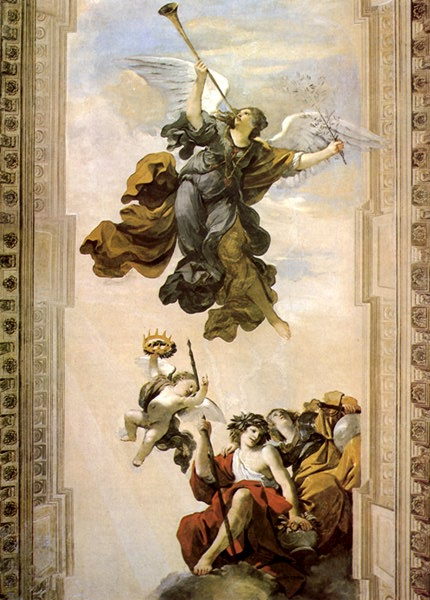
La Fama del Guercino

## Alcuni "pezzi" della Collezione Ludovisi
- Hermes Loghios: Dio dell'eloquenza, copia di una statua greca del V secolo a.C., opera di un artista vicino al grande Mirone;
- Bambino con l'oca: vivace creazione di gusto tipicamente ellenistico, replica di un originale di Boethos di Calcedonia (del II secolo a.C.);
- Afrodite di Cnido: nell'atto di deporre le vesti per il bagno, copia di una celebre opera di Prassitele (IV secolo a.C.);
- Galata che si uccide insieme con la moglie: potente e drammatico gruppo elaborato a  Pergamo nel III secolo a.C.;
- Ares: seduto, che guarda lontano con volto sognante;
- Trono Ludovisi: originale celeberrimo del V secolo a.C., con rilievi raffiguranti Afrodite che sorge dal mare e, sui fianchi, una giovane donna ammantata e un'etera nuda. Non faceva parte della Collezione Ludovisi, ma fu rinvenuto nel 1887 durante la distruzione della villa;
- Acrolito Ludovisi, rappresenta la Venere Ericina;
- Apollo Citaredo;
- Gruppo con Dioniso.